# عزل (سیاست)
عزل یا خلع در حوزه سیاست به معنی برکنار کردن یک سیاست‌مدار یا حاکم است. مثلاً رهبر ایران می‌تواند رئیس‌جمهور را عزل کند.